# ノースフィールズ駅
ノースフィールズ駅（英: Northfields station）とは、ロンドン地下鉄ヒースロー支線の駅。トラベルカードゾーン3に属する。

## 歴史
- 1908年4月16日 : 現在のディストリクト線の ノースフィールド（イーリング）駅 {Northfield (Ealing) station}として開業する[1][2]。
- 1910年代 : ホームの屋根の改修が行われる。
- 1911年12月11日 : ノースフィールズリトルイーリング駅 (Northfields and Little Ealing station)に改称される。
- 1930年代 : レンガ、鉄筋コンクリート、ガラスを使った新駅舎の建設が開始される。
- 1932年5月19日 : 新駅舎が完成する。同時に駅名を現在のものとする。
- 1935年4月29日 : オフピーク時において、ディストリクト線の運行を休止。
- 1964年10月9日 : ディストリクト線の運転を正式に休止。
- 1994年5月17日 : 現駅舎となる[3]。

## 駅構造
島式ホーム2面4線の地上駅。当駅の西側に車庫があり、当駅で終点・始発となる電車が存在する。車庫線と本線は立体交差となっており、車庫線は盛り土で本線の下を通過するようになっている。
| のりば  | 路線          | 行先                            |
| ------- | ------------- | ------------------------------- |
| 南側2線 | ■ピカデリー線 | ヒースロー・ターミナルズ2,3方面 |
| 北側2線 | ■ピカデリー線 | コックフォスターズ方面          |

## バス路線
ロンドンバスのE2とE3とN11が当駅に乗り入れている。

## 利用状況
近年の年間乗降人員および1日平均乗降人員は以下の通り。1日平均乗降人員は年間乗降人員から年間日数を割り、小数点以下は四捨五入して求めている。
| 年度 | 年間乗降人員 | 1日平均乗降人員 | 出典  |
| ---- | ------------ | --------------- | ----- |
| 2007 | 4,060,000    | 11,092          | [ 5 ] |
| 2008 | 4,060,000    | 11,123          | [ 5 ] |
| 2009 | 3,920,000    | 10,740          | [ 5 ] |
| 2010 | 3,830,000    | 10,493          | [ 5 ] |
| 2011 | 3,790,000    | 10,355          | [ 5 ] |
| 2012 | 3,980,000    | 10,904          | [ 5 ] |
| 2013 | 4,100,000    | 11,233          | [ 5 ] |
| 2014 | 4,210,000    | 11,534          | [ 5 ] |
| 2015 | 4,080,000    | 11,718          | [ 5 ] |
| 2016 | 3,910,000    | 10,712          | [ 5 ] |
| 2017 | 3,990,000    | 10,392          | [ 5 ] |
| 2018 | 3,700,000    | 10,137          | [ 5 ] |

## 隣の駅
ロンドン地下鉄
■ピカデリー線
ボストン・マナー駅 - ノースフィールズ駅 - サウス・イーリング駅